# Uccidete subito, pagherete poi
Uccidete subito, pagherete poi (titolo originale Kill Now - Pay Later) pubblicato in Italia anche con il titolo Uccidete subito, pagherete dopo è la trentaseiesima novella gialla di Rex Stout con Nero Wolfe protagonista.

## Storia editoriale
Il racconto fu pubblicato per la prima volta sulla rivista The Saturday Evening Post in tre puntate (9 - 30 dicembre 1961) e in formato libro nella raccolta Trio For Blunt Instruments nel 1964.

## Trama
Il lustrascarpe di Wolfe, Pete Vassos, è accusato di omicidio e l'investigatore si sente obbligato a lavorare per tirarlo fuori dai guai. Prima che possa iniziare le indagini, però, l'uomo viene ritrovato cadavere ai piedi di un precipizio. Per la polizia Vassos si è suicidato perché colpevole, ma la figlia Elma insiste sull'innocenza del padre e Wolfe ricorre a un'azione legale per costringere l'assassino a venire allo scoperto.

### Personaggi principali
- Nero Wolfe: investigatore privato
- Archie Goodwin: assistente di Nero Wolfe e narratore di tutte le storie
- Saul Panzer e Fred Durkin: investigatori privati
- Nathaniel Parker: avvocato
- Lon Cohen: giornalista
- Pete Vassos: lustrascarpe
- Elma Vassos: figlia di Pete
- Dennis Ashby: vice presidente della Bobine Mercer, Inc.
- Joan Ashby: moglie di Dennis
- John Mercer: presidente della Bobine Mercer, Inc.
- Philip Horan: addetto alle vendite
- Andrew Bush: direttore del personale
- Frances Cox: impiegata
- Cramer: ispettore della Squadra Omicidi
- Purley Stebbins: sergente della Squadra Omicidi

## Critica
"La trama ruota intorno alle azioni di un gruppo di dipendenti di una ditta di Manhattan che fabbrica (di tutte le cose possibili), spolette per fili di stoffa. Saul Panzer scopre l'indizio chiave, ma Stout lo nasconde al lettore fino a dopo che Wolfe ha fatto il nome dell'assassino. Stout merita per questo lavoro tutte le critiche che di solito i suoi detrattori più accaniti gli rivolgono. L'unica difesa che posso offrire è che Stout fornisce un vago mezzo indizio all'inizio della storia, che forse pensava avrebbe dato ai lettori una possibilità di risolvere l'enigma. Si sbagliava. Due personaggi femminili egocentrici e un pizzico di umorismo salvano questa storia da una valutazione ancora più bassa."
"Kill Now - Pay Later è di qualità mista. Funziona come narrazione, caratterizzazione dei personaggi e, fino a un certo punto, come commento sociale. Ma fallisce come trama di un enigma mystery. [...] Ancora peggiore è la sottotrama del mistero di chi abbia sparso in giro menzogne sulla reputazione dell'eroina. Stout non fornisce una soluzione completa di questo mistero. Questo rende l'intera sottotrama inconsistente; è un pasticcio. 
Kill Now - Pay Later dipinge un quadro vivido di un posto di lavoro dove le dipendenti donne subiscono molestie sessuali. Stout fa un'osservazione che è vera per molte aziende del genere: il capo della compagnia sa che il suo miglior venditore molesta le dipendenti, ma si rifiuta di fare qualcosa al riguardo perché l'uomo è considerato un successo e sta facendo guadagnare molto alla compagnia (capitolo 5). [...] Kill Now - Pay Later fu scritto prima che il movimento femminista identificasse le molestie come un problema politico, perciò le molestie descritte nella storia non sono viste dal punto di vista politico. Ma le molestie sono totalmente condannate nella storia e sono viste implicitamente come un problema comune nel mondo del lavoro. La compagnia è vista come più tipica che unica."

## Edizioni
- Rex Stout, Uccidete subito, pagherete dopo, collana I gialli di Amica per l'estate, Rizzoli, 1965,  p. 31.
- Rex Stout, Nero Wolfe in vicolo cieco, traduzione di Hilia Brinis, collana I romanzi brevi di Rex Stout (n. 13), Arnoldo Mondadori Editore, 1984,  p. 264.